# Tylophora flexuosa
Tylophora flexuosa är en oleanderväxtart som beskrevs av Robert Brown. Tylophora flexuosa ingår i släktet Tylophora och familjen oleanderväxter. Inga underarter finns listade i Catalogue of Life.